# Vízvár
Vízvár är ett samhälle i provinsen Somogy i Ungern. Vízvár ligger i distriktet Barcs och har en area på 32,24 km². År 2019 hade Vízvár totalt 504 invånare.